# Manu Dibango
Manu Dibango, surnommé Papa Groove, est un saxophoniste et chanteur camerounais de world jazz né le 12 décembre 1933 à Douala (Cameroun) et mort le 24 mars 2020 à Melun, (France).

## Biographie

### Enfance

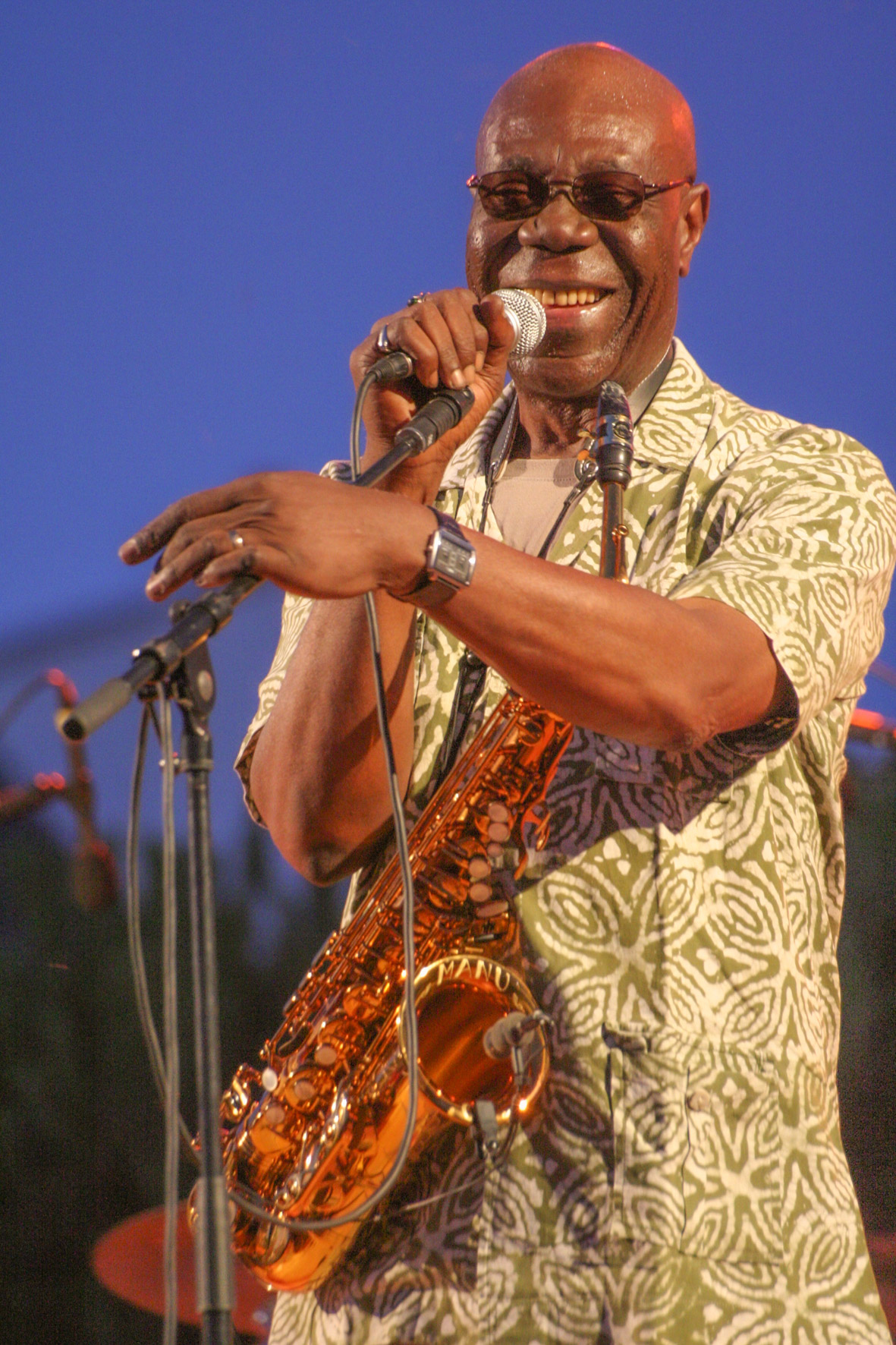
Le 30 juin 2006, Manu Dibango, en concert sur la grande plage de Saint-Nazaire à l'occasion du festival «Plages arrière».

Manu Dibango naît à Douala de parents protestants ; Michel Manfred N'Djoké Dibango, son père, est fonctionnaire et issu de l'ethnie Yabassi et sa mère, couturière à la maison, appartient à l'ethnie douala. C'est dans la chorale du temple, où sa mère est occasionnellement professeur, qu'il est initié au chant, tandis que le gramophone parental lui fait découvrir surtout la musique française, américaine et cubaine amenée par les marins de ces pays débarquant dans le port de Douala avec leurs disques.
Sa scolarité commence par l'école du village et se poursuit à « l'école des blancs », où il obtient son certificat d'études. Son père l'envoie poursuivre ses études en France.

### En France
Au printemps 1949, il débarque à Marseille, où il est accueilli par son « correspondant » M. Chevallier, sévère instituteur de Saint-Calais. C'est dans la famille d'accueil de cette commune de Sarthe qu'il passe son adolescence et découvre la culture française. Son autobiographie Trois kilos de café rappelle qu'il est arrivé avec dans son sac 3 kilos de café, denrée rare et chère à cette époque, pour payer ses premiers mois de pension. Ensuite, étudiant à Chartres, puis à Château-Thierry au début des années 1950, il y découvre le jazz, joue de la mandoline et y apprend le piano.

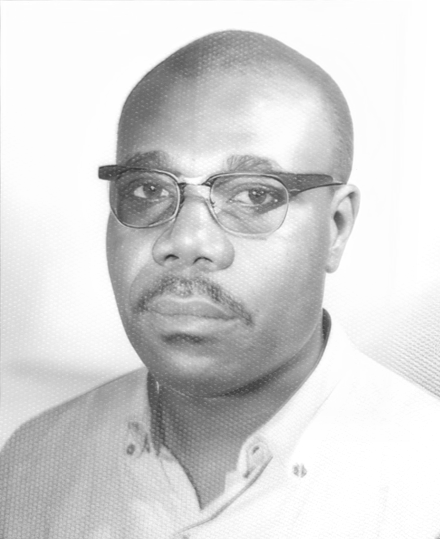
Manu Dibango en 1964. Photo d'identité (Sacem).

### Saxophone
Lors d'un séjour dans un centre de colonie réservé aux enfants camerounais résidant en France à Saint-Hilaire-du-Harcouët, il découvre le saxophone emprunté à son ami Moyébé Ndédi et y rencontre Francis Bebey. Ce dernier lui apprend les bases du jazz et ils forment un petit groupe jouant de cette musique ; mais c'est à Reims, où il prépare le baccalauréat philo, qu'il s'initie au saxophone et commence à se produire dans les « boîtes » et les bals de campagne, au grand dam de son père, qui lui coupe les vivres en 1956, lorsqu'il échoue à la seconde partie du bac .

### En Belgique et au Congo
Différents contrats le mènent à la fin de l'année 1956 en Belgique, où il joue dans des orchestres dans des clubs privés, des cabarets : à Bruxelles, où il fait la connaissance d'une artiste peintre et mannequin (Marie-Josée dite Coco qu'il épouse en 1957), à Anvers et à Charleroi, où son jazz s'africanise au contact du milieu congolais dans l'ambiance de l'accession du Congo belge à l'indépendance en 1960. Il est notamment chef d'orchestre dans la boîte bruxelloise les Anges Noirs, que les politiciens et intellectuels congolais, en pleine négociation pour l'indépendance de leur pays, fréquentent. C'est là qu'il rencontre le Grand Kallé, qui l'engage dans son orchestre. Ils enregistrent plusieurs disques, qui remportent le succès en Afrique (notamment Indépendance Cha Cha au Congo Léopoldville) et font une tournée au Congo Léopoldville en août 1961.
Le couple Dibango prend parallèlement en gérance l’Afro-Negro à Léopoldville, où Manu lance le twist en 1962 avec le titre Twist A Léo. En 1963, à la demande de son père, il ouvre son propre club au Cameroun, le Tam Tam, qui se révèle un échec financier à cause du couvre-feu imposé pendant la guerre civile, si bien qu'il revient en France en 1965.

### Retour en France
En 1967, Manu Dibango trône à la tête de son premier big band. Il crée et développe son style musical, novateur et urbain et découvre le rhythm and blues. Il participe à une série d’émissions télévisées intitulée Pulsations, dont le producteur est Gésip Légitimus qui encourage le musicien à durcir son propos musical, et urbaniser son inspiration. Gésip le met alors en relation avec Dick Rivers et Nino Ferrer, vedettes de l'époque ayant aussi participé aux émissions Pulsations de Gésip Légitimus. Il joue de l'orgue Hammond pour Dick Rivers pendant six mois, puis est engagé par Nino Ferrer. Ce dernier le fait jouer de l'orgue, puis du saxophone quand il s'aperçoit qu'il sait jouer de cet instrument, avant de lui donner la direction de l'orchestre. En 1969, son album afro-jazz Saxy Party produit chez Mercury (Philips), composé de reprises et de compositions personnelles, le font renouer avec le succès.
Manu Dibango utilisa largement les concepts originaux d’émissions de Gésip pour produire Salut Manu, émision qu’il anime brièvement dans les années 1980

### Soul Makossa
En 1972, il compose Soul Makossa' sur la face B d'un 45 tours, qui sera samplée en 1982 sur Wanna Be Startin' Somethin' de Michael Jackson .
Dans les années 1980, Manu Dibango trouve un accord financier avec Michael Jackson pour l'utilisation de sa chanson dans l'album Thriller, mais ce dernier, par la suite, autorisera Rihanna à utiliser la musique de Dibango pour le titre Don't Stop the Music. La chanson Soul Makossa fait la conquête des États-Unis et lui vaut d'y faire une tournée. Ses accents africains passionnent les musiciens noirs des deux Amériques, du nord au sud.
Le 3 février 2009, Manu Dibango décide d'attaquer les maisons de disques de Michael Jackson et de Rihanna (Sony BMG, Warner et EMI) pour avoir utilisé sans autorisation le thème de Soul Makossa. Le tribunal donne sa décision le 17 février 2009 en déboutant sur la forme le chanteur camerounais. Finalement la procédure se solde par un arrangement financier à l'amiable.

### Collaborations
Le 4 décembre 1977, Dibango anime la cérémonie du sacre de l'empereur Bokassa.
Dans les années 1980, il accompagne notamment Serge Gainsbourg.
Au milieu des années 80 il crée Le Soul Makossa Gang, sa troupe musicale qui le suit partout, avec notamment son pianiste Justin Bowen et la chanteuse camerounaise Sissy Dipoko.
Dans les années 1990, il revisite le patrimoine de la chanson de plusieurs artistes africains. Il est nommé « grand témoin de la Francophonie » aux Jeux olympiques d'été de 2016.
En 1992, Yves Bigot, de Fnac Music, lui propose d'enregistrer Wakafrika, un album de reprises des plus grands tubes africains avec les plus grands artistes africains et des musiciens internationaux. L'album, dont George Acogny assure la réalisation et Philippe Poustis la production exécutive, paraîtra dans le monde entier. Projet ambitieux de réunification musicale de l'Afrique, Manu revisite le patrimoine de la chanson en invitant les ténors Youssou N'Dour sur Soul Makossa, King Sunny Adé sur Hi-Life, Salif Keïta, sur Emma, Angélique Kidjo et Papa Wemba, sur Ami Oh !, sans oublier Peter Gabriel, Sinéad O'Connor, Dominic Miller (guitariste de Sting), Tony Allen et Manu Katché (entre autres). Le single Biko (avec Alex Brown, Peter Gabriel, Ladysmith Black Mambazo, Geoffrey Oryema et Sinéad O'Connor) sera remixé à Atlanta par Brendan O'Brien.
En 1997, Dibango crée le Festival Soirs au Village (titre d'une de ses chansons) dans la ville qui l'a accueilli, Saint-Calais. Ce festival a lieu tous les ans depuis.
En 2001, il est invité par Werrason pour une collaboration dans la chanson humanitaire Croix-Rouge de l'album Kibwisa Mpimpa avec la chanteuse Nathalie Makoma.

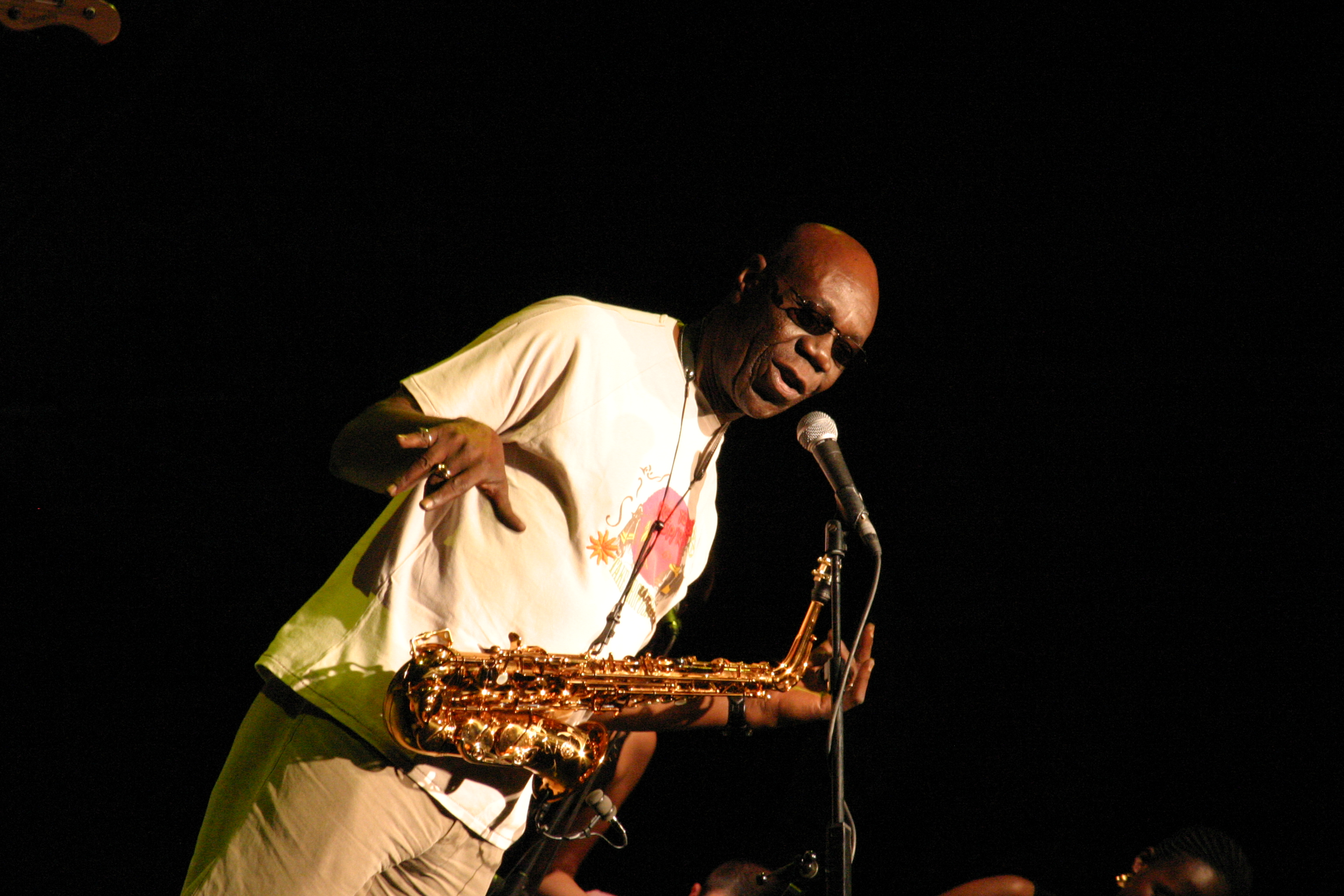
Manu Dibango en 2006.

En 2000, le chanteur guadeloupéen Luc Léandry l'invite sur le titre Bondié bon extrait de son album Peace and love.
En 2007, Manu Dibango est le parrain officiel de la vingtième édition du Festival panafricain du cinéma et de la télévision de Ouagadougou (Fespaco) du 24 février au 3 mars.
Le 8 septembre 2015, la secrétaire générale de l'Organisation internationale de la francophonie, Michaëlle Jean, nomme Manu Dibango «grand témoin de la Francophonie» aux Jeux olympiques et paralympiques de Rio 2016. Il est accompagné sur scène de plusieurs choristes qu'il contribue à mettre en lumière parmi lesquelles la chanteuse Taty Eyong.
Le 2 juillet 2016, il passe en vedette au premier Jazz Festival de Port-Barcarès.

### Activité à la radio
Manu Dibango est animateur de radio durant vingt ans sur Africa Radio.

### Engagement
Il participe au concert « Libérez Mandela » à la Fête de l'Humanité de 1985, aux côtés de Salif Keïta, Max Roach, Eddy Louiss et Bernard Lubat.
En septembre 2018, à la suite de la démission de Nicolas Hulot, il signe avec Juliette Binoche la tribune contre le réchauffement climatique intitulée « Le plus grand défi de l'histoire de l'humanité », qui paraît en une du journal Le Monde, avec pour titre L'appel de 200 personnalités pour sauver la planète.

### Mort

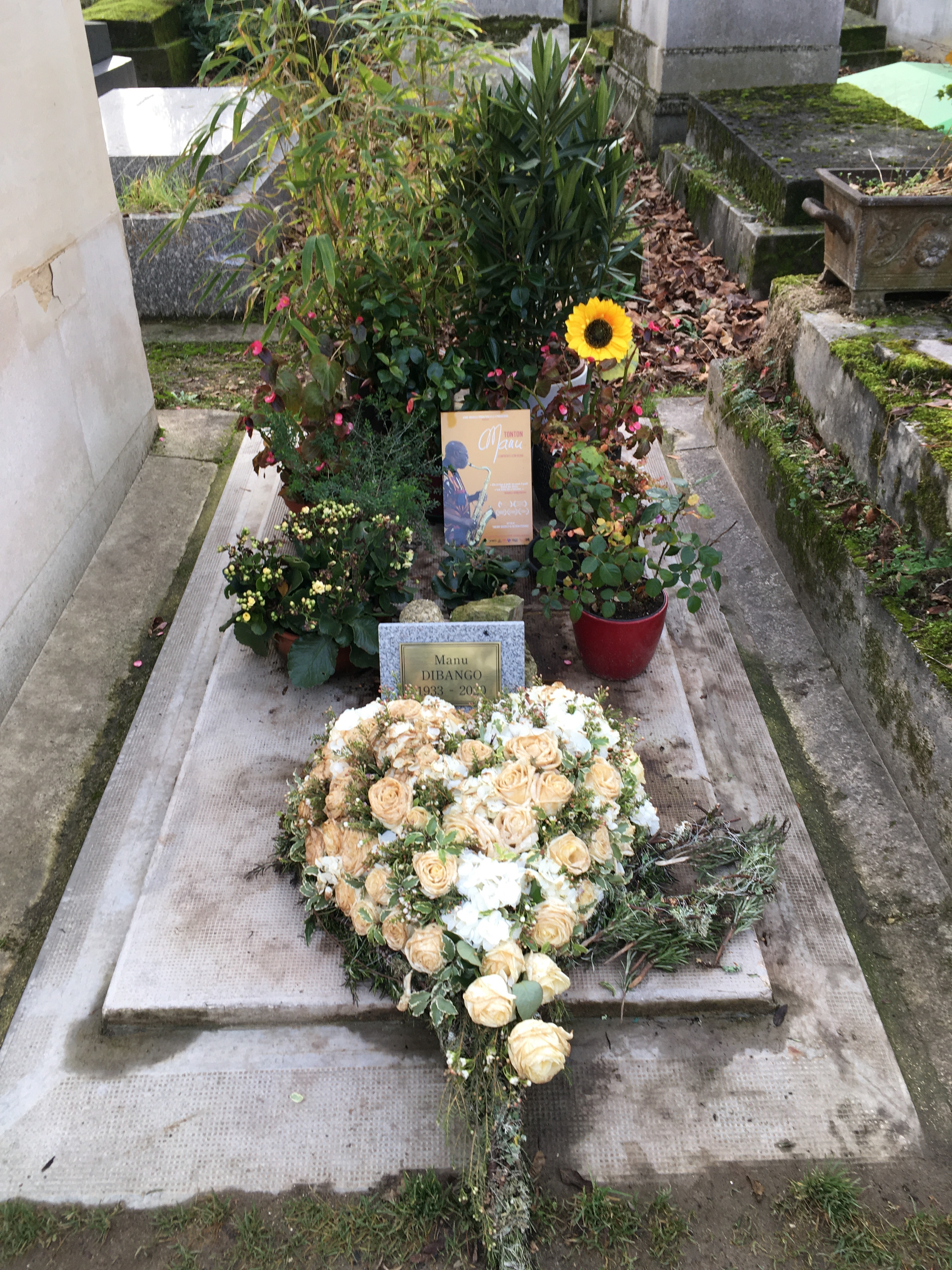
Tombe de Manu Dibango.

Manu Dibango meurt le 24 mars 2020 à l'hôpital de Melun,, six jours après avoir été hospitalisé, des suites de la Covid-19. Inhumé le 27 mars dans le cimetière du Père-Lachaise (44e division),, sa famille indique qu’un hommage lui sera rendu après la période de confinement de la population en France.
En septembre 2022, la ville de Saint-Calais inaugure une sculpture en hommage à Manu Dibango, réalisée par l'artiste plasticien Franck Caulier. L'œuvre est implantée dans le « Jardin des Couleurs » sur les quais de l'Anille.

### Famille
Avec son épouse Coco Dibango, dite son Ange-Gardien, Manu Dibango a une fille : Georgia (morte le 24 février 2023, près de trois ans après la disparition de son père, quelques jours avant ses 54 ans), à ses côtés sur scène durant plusieurs années en tant que danseuse et choriste dans divers albums, dont le fameux titre Qui est Fou de Qui, Chouchou en 1976 (duo père fille), avant de devenir son manager (1995-2002).
Ils élèvent trois autres enfants : Michel (qui a aussi travaillé aux côtés de son père), James (artiste et musicien connu sous le nom de James BKS) et Marva.

## Récompenses et distinctions

### Prix
- Médaille de vermeil de la Ville de Paris[27].
- 2016 : Prix Nuits d'Afrique pour la francophonie [28].

### Décorations
- Chevalier de la Légion d'honneur (14 juillet 2010)[29].
- Commandeur de l'ordre des Arts et des Lettres.

### Hommages
En 2022, le Conseil de Paris adopte un projet d'apposition de plaque commémorative en sa mémoire, au 176 boulevard de Charonne, dans le 20e arrondissement. Celle-ci est dévoilée en juin 2024.

## Œuvre

### Discographie
(LPs, bandes originales, compilations)
- 1969 : Saxy Party
- 1971 : Manu Dibango
- 1972 : African Voodoo
- 1972 : O Boso
- 1972 : Soul Makossa
- 1973 : Makossa Man
- 1973 : Africadelic (AMI Records)
- 1974 : Super Kumba
- 1976 : Manu 76[30]
- 1977 : L'Herbe Sauvage
- 1977 : Ceddo[31]
- 1977 : Le prix de la liberté
- 1978 : Afrovision
- 1979 : Gone Clear
- 1981 : Ambassador
- 1982 : Waka Juju
- 1983 : Soft & Sweet
- 1984 : Surtension
- 1985 : Tam Tam pour l'Éthiopie
- 1985 : Electric Africa[32]
- 1986 : Afrijazzy
- 1987 : A la Jamaïque
- 1987 : Seventie's
- 1988 : La fête à Manu
- 1989 : Négropolitaines vol. 1, Kimboo[33],[34]
- 1990 : Polysonic
- 1991 : Makossa Man
- 1991 : Live 91
- 1992 : Négropolitaines vol. 2
- 1992 : Autoportrait
- 1994 : Wakafrika
- 1994 : Lamastabastani
- 1996 : Live 96, Papa Groove
- 1996 : Sax & Spirituals / Lamastabastani
- 1997 : African Soul - The Very Best Of
- 1998 : CubAfrica (avec Cuarteto Patria)
- 1998 : Manu safari
- 2000 : Mboa' Su / Kamer feeling
- 2001 : Kamer feeling
- 2002 : B Sides
- 2003 : Africadelic
- 2004 : Voyage anthologique
- 2007 : Manu Dibango joue Sidney Bechet
- 2011 : Ballad Emotion
- 2011 : Past Present Future
- 2013 : Balade en Saxo

### Collaborations
- 2009 - Jim K. Ressource feat Manu Dibango - L'été décale (sur l'album Taka danser)
- 2009 - Jim K. Ressource feat Manu Dibango, José Sébéloué - Coupe décalé (sur l'album Taka danser)
- 2009 - Jim K. Ressource feat Manu Dibango - Comme au lit (sur l'album Taka danser)
- 2019 - Dinos feat Manu Dibango - Les garçons ne pleurent pas (sur l'album Taciturne)

### Clips
- 1998: Soul Makossa, compositeur Manu Dibango
- 2010: «Faites passer le message» (avec notamment Fally Ipupa, Movaizhaleine, Jacob Desvarieux, Didier Drogba) Réalisé pour l'Inpes par J.G Biggs, le scénariste Patrick Savey et les accompagnateurs de James Darlays pour le TLM concert en Mairie de Neuville s/s France[35].

### Musiques de film
- 1972: Les tam-tams se sont tus de Philippe Mory
- 1977: Ceddo de Sembene Ousmane
- 1977: L'Herbe Sauvage de Henri Duparc
- 1978: Le Prix de la Liberté de Dikongue Pipa
- 1987: Les Keufs de Josiane Balasko
- 1989: Comment faire l'Amour avec un Nègre sans se fatiguer de Jacques W. Benoît (adaptation du roman de Dany Laferrière)
- 2005 : Kirikou et les Bêtes sauvages[33]

### Télévision
- En 1983, quand Hervé Bourges est nommé à la tête de la chaîne publique TF1, après avoir dirigé RFI, Manu Dibango devient l’un de ses conseillers pour la musique. Les deux hommes, qui se sont connus au Cameroun au milieu des années 1970, ont noué une amitié durable. C’est ainsi que le grand public découvre, dans des programmes de début de soirée, les Africains de Touré Kunda, les Antillais de Kassav, les Maghrébins Djamel Allam ou Djurdjura[36].
- De 1992 à 1994, alors que son ami Hervé Bourges préside le futur groupe France Télévisions, Manu Dibango anime son émission « Salut Manu !» sur France 3, pour deux saisons. Il devînt ainsi une figure familière à la télévision avec cette émission hebdomadaire où se croisent chanteurs, musiciens et rappeurs. Il la conçoit comme une « fête du samedi soir » décontractée, où il présente beaucoup de jeunes talents, sans céder au jeu de la promotion. Comme il l’explique, « Salut Manu !» entend « fouiller dans le ventre de Paris pour y trouver Dakar, New York ou Sarcelles. Là, il y a des gens qui élèvent le débat »[36].
- 2014-2015 : Frères d'armes, série télévisée historique de Rachid Bouchareb et Pascal Blanchard : présentation de Joseph Damingue

### Documentaire
- 2021 : Tonton Manu, de Thierry Dechilly et Patrick Puzenat[37]